# Gomya troglophila
Gomya troglophila là một loài bọ cánh cứng trong họ Latridiidae. Loài này được Sen Gupta miêu tả khoa học năm 1979.